# Neuenkirchener Heide

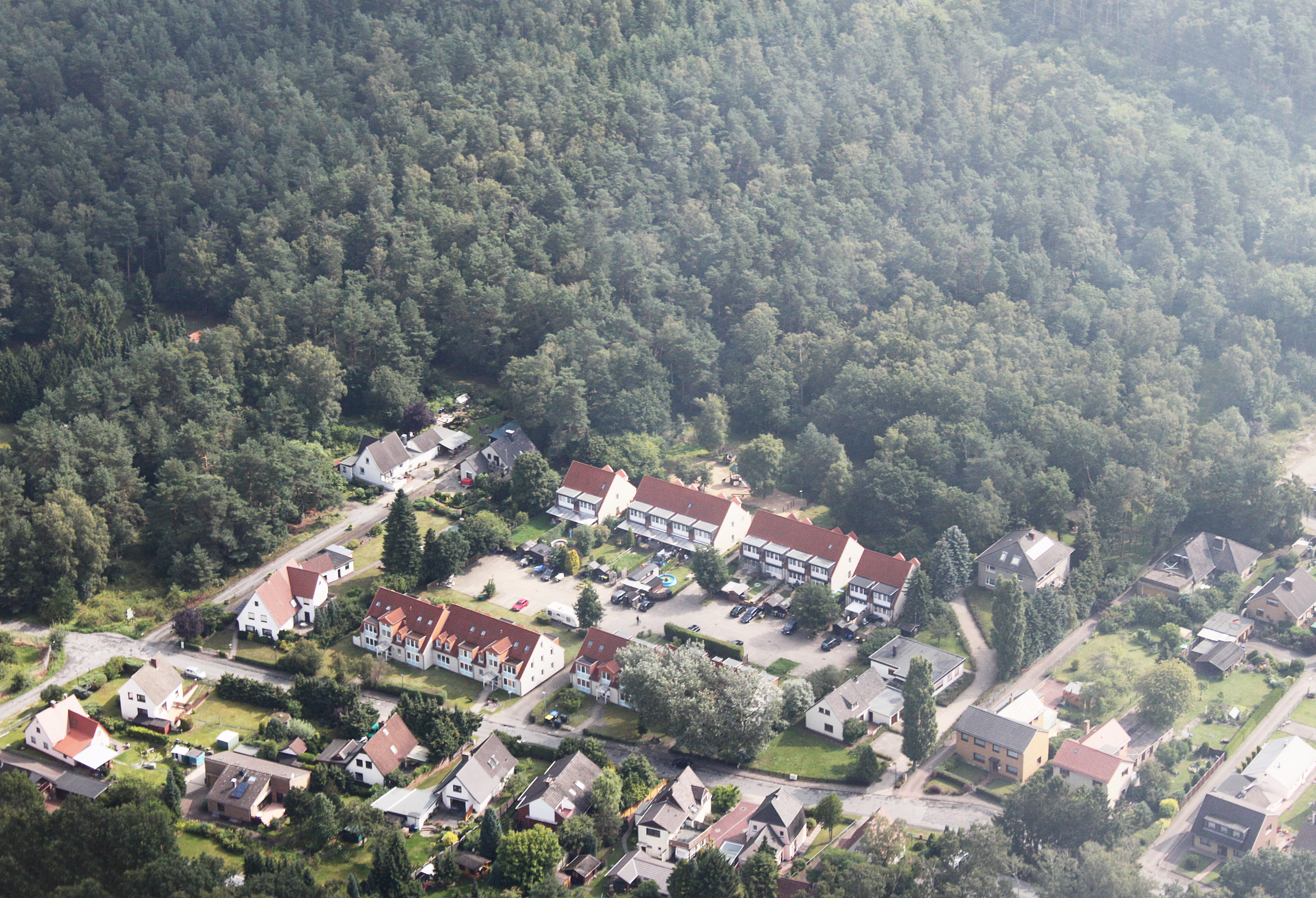
Luftbild von Bremen-Farge, Wohnbebauung „Am Schützenplatz“ / angrenzend das WiFo-Tanklager Farge

Die Neuenkirchener Heide ist ein größeres Waldgebiet nordnordwestlich von Bremen. Es ist überwiegend auf dem Gebiet der niedersächsischen Gemeinde Schwanewede gelegen, eine kleinere Teilfläche befindet sich auf dem Gebiet des Bremer Ortsteils Lüssum-Bockhorn im Nordbremer Stadtteil Blumenthal. Der Name leitet sich von der Ortschaft Neuenkirchen ab, die zur Einheitsgemeinde Schwanewede im Landkreis Osterholz gehört.
Der zu Bremen gehörende Teil ist zusammen mit angrenzenden Waldflächen im Ortsteil Farge das größte geschlossene Waldgebiet sowohl der Stadt Bremen, als auch des gesamten Landes Freie Hansestadt Bremen.
Das Gebiet liegt auf leicht hügeligem Geestland und erreicht im Zentrum eine Höhe von 25 Meter ü. NN. Nadelwald ist vorherrschend, lediglich im bremischen Teil gibt es größere Gebiete mit Laub- und Mischwaldbeständen. Im Zentrum gibt es einen rund 3.000 m² großen aber namenlosen See. Teile des niedersächsischen Waldteils liegen auf dem ehemaligen Standortübungsplatz der Bundeswehr in Schwanewede.
In der Neuenkirchener Heide lag das Arbeitserziehungslager Farge.